# Anadara reinharti
Anadara reinharti – gatunek morskiego, osiadłego małża z rodziny arkowatych (Arcidae).
Muszla o wymiarach: długość 4,5 cm, wysokość 4,0 cm, średnica 3,8 cm. Żyje na głębokości od 2 metrów do 91 metrów. Odżywia się planktonem.
Występuje od Zatoki Kalifornijskiej po Ekwador.